# ヴァルグラーナ
ヴァルグラーナ（伊: Valgrana）は、イタリア共和国ピエモンテ州クーネオ県にある、人口約800人の基礎自治体（コムーネ）。

## 地理

### 位置・広がり
| 隣接するコムーネは以下の通り。 - ベルネッツォ - カラーリオ - モンテマーレ・ディ・クーネオ - モンテロッソ・グラーナ - リッターナ |

#### 地震分類
イタリアの地震リスク階級 (it) では、3s に分類される
。

## 行政

### 分離集落
ヴァルグラーナには、以下の分離集落（フラツィオーネ）がある。
- Arlotto, Biut, Bottonasco, Cavaliggi, Masineri, San Matteo, Sant'Anna